# エスタディオ・ヘネラル・アンヘル・フローレス
エスタディオ・ヘネラル・アンヘル・フローレス（Estadio General Ángel Flores）は、メキシコのシナロア州クリアカンにあるスタジアム。1948年11月10日に開場した。16,000人収容。
主に野球に使用されており、リーガ・メヒカーナ・デル・パシフィコ（メキシコ冬季リーグ）のトマテロス・デ・クリアカンが本拠地にしている。2001年にはカリビアンシリーズが当球場で開催された。